# Рауль Волш
Рауль Волш (англ. Raoul Walsh, справжнє ім'я Альберт Едвард Волш, англ. Albert Edward Walsh; 11 березня 1887 — 31 грудня 1980) — американський кінорежисер, актор, сценарист, продюсер. Один із співзасновників Американської академії кіномистецтв.

## Біографія
Рауль Волш народився у Нью-Йорку, ріс з молодшим братом Джорджем, майбутнім актором німого кіно. Почав кар'єру в 1909 році як театральний актор, але скоро прийшов у кінематограф.
У 1914 став асистентом у Девіда Уорка Гріффіта і зіграв першу велику роль у фільмі «Життя генерала Вільї». Волш зіграв Джона Уїлкса Бута у фільмі Гріффіта «Народження нації» (1915). Під час зйомок у фільмі «У старій Арізоні» в 1928 році він потрапив в автомобільну аварію і втратив праве око, після чого ніколи більше не знімався. Протягом усього життя Волш носив пов'язку на оці.
У його вестерні «Велика стежка» (1930) зіграв свою першу головну роль тоді маловідомий актор Меріон Моррісон, якому Волш придумав псевдонім Джон Уейн. У 1939 році Волш перейшов з Paramount Pictures в студію Warner Brothers, де за наступні 10 років зняв свої найвідоміші фільми, включаючи «Доля солдата в Америці» (1939), «Чорна команда» («Поклик крові», 1940), «Висока Сьєрра» (1941), «Білий гарт» (1949). Контракт зі студією закінчився в 1953 році. Уолш пішов з кіно в 1964 році.
Першою дружиною Волша була актриса німого кіно Міріам Купер (1916—1926), яка знімалася в кількох його фільмах. Потім пішли шлюби з Лорен Міллер (1928—1947) і Мері Сімпсон (1947—1980).

## Вибранная фільмографія
- 1915 — Відродження / Regeneration
- 1923 — Розіта / Rosita (спільно з Е. Любічем; в титрах не вказаний)
- 1924 — Багдадський злодій / The Thief of Bagdad
- 1924 — Странник / The Wanderer
- 1925 — На схід від Суеца / East of Suez
- 1926 — Почім слава? / What Price Glory
- 1928 — Седі Томпсон / Sadie Thompson
- 1930 — Велика стежка / The Big Trail
- 1931 — Жінки всіх націй / Women of All Nations
- 1931 — Жовтий квиток / The Yellow Ticket
- 1932 — Я і моя дівчина / Me and My Gal
- 1936 — Великі карі очі / Big Brown Eyes
- 1938 — Школа свінгу / College Swing
- 1939 — Доля солдата в Америці / The Roaring Twenties
- 1940 — Чорна команда / Dark Command (також «Поклик крові»)
- 1940 — Вони їхали вночі / They Drive by Night
- 1941 — Висока Сьєрра / High Sierra
- 1941 — Вони померли на своїх постах / They Died with Their Boots On
- 1941 — Полунична блондинка / The Strawberry Blonde
- 1941 — Енергія / Manpower
- 1942 — Відчайдушний подорож / Desperate Journey
- 1942 — Джентльмен Джим / Gentleman Jim
- 1943 — Північна гонитва / Northern Pursuit
- 1944 — Сумнівна слава / Uncertain Glory
- 1945 — Мета — Бірма / Objective, Burma!
- 1945 — Звуки горна опівночі / The Horn Blows at Midnight
- 1945 — Сан-Антоніо / San Antonio (спільно з Д. Батлером і Р. Флорі; в титрах не вказаний)
- 1947 — Переслідуваний / Pursued
- 1947 — Шайєнн / Cheyenne
- 1948 — Срібна річка / Silver River
- 1949 — Білий гарт / White Heat
- 1949 — Територія Колорадо / Colorado Territory (ремейк фільму «Висока Сьєрра»)
- 1950 — Монтана / Montana (спільно з Р. Енрайт)
- 1951 — садить закон / The Enforcer (спільно з Б. Уіндастом; в титрах не вказаний)
- 1951 — Капітан Гораціо Хорнблоуера / Captain Horatio Hornblower
- 1951 — Червоні піски / Along the Great Divide
- 1951 — Далекі барабани / Distant Drums
- 1952 — Пірат Чорна Борода / Blackbeard the Pirate
- 1952 — Весь світ в його руках / The World in His Arms
- 1953 — Зброя люті / Gun Fury
- 1954 — Саскачеван / Saskatchewan
- 1955 — Круті хлопці / The Tall Men
- 1956 — Король і чотири королеви / The King and Four Queens
- 1957 — Воїнство ангелів / Band of Angels
- 1958 — Голі і мертві / The Naked and the Dead
- 1960 — Есфір і цар / Esther and the King
- 1964 — Далекий звук труби / A Distant Trumpet